# Fanny Hensel-Mendelssohn. Drie liederen in Opus 8 van Felix Mendelssohn

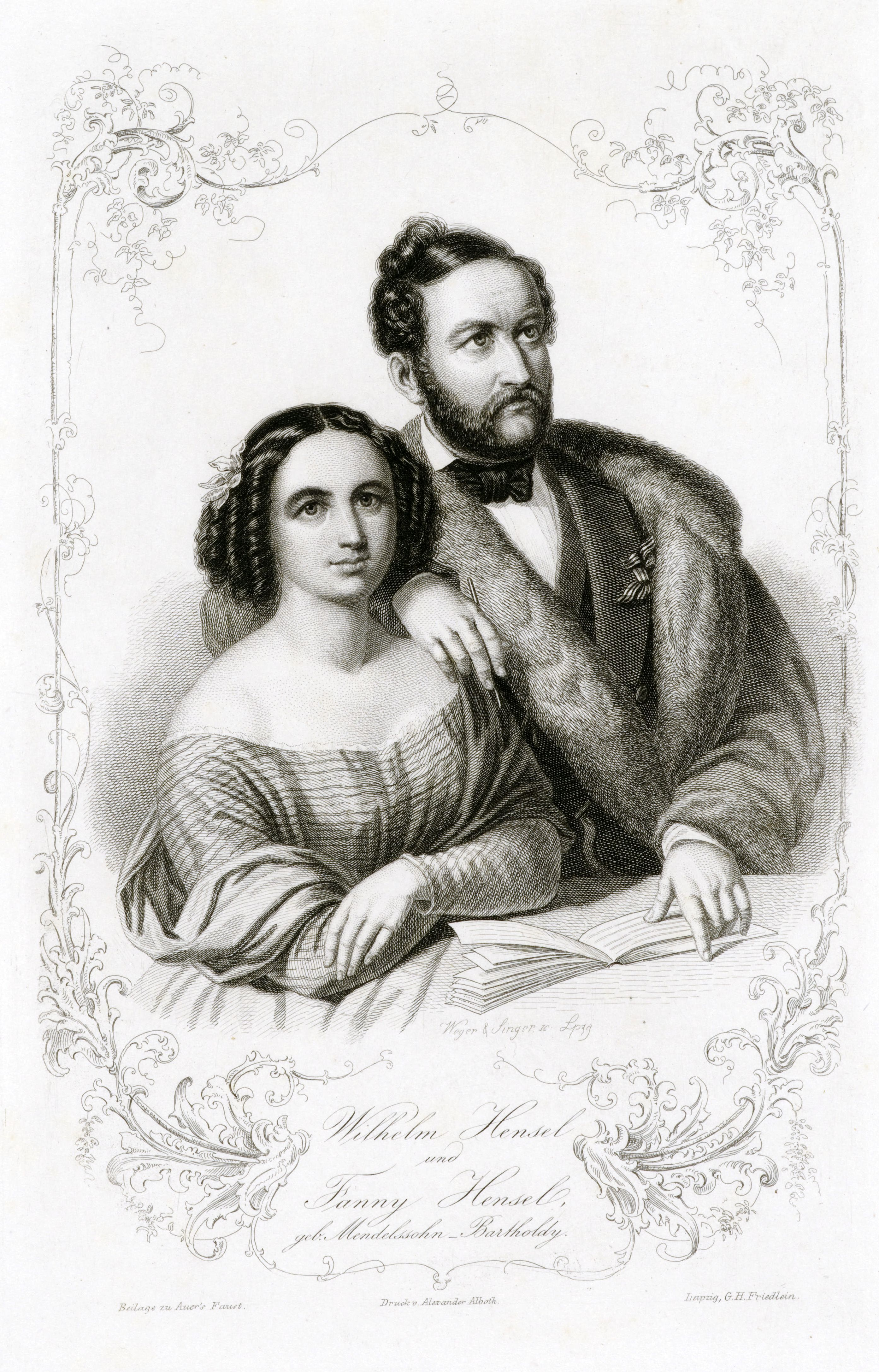
Wilhelm Hensel und Fanny Hensel

Onder de naam van haar broer Felix Mendelssohn verschenen in 1830 drie liederen van Fanny Hensel-Mendelssohn.

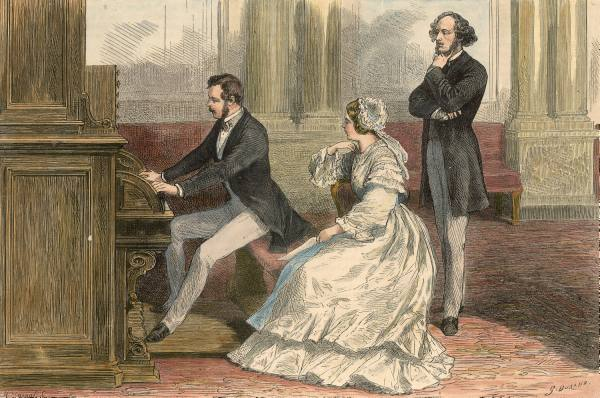
Felix Mendelssohn in Buckingham palace

## Geschiedenis
Felix Mendelssohn (1809-1847) werd in 1848 als gevierd componist meerdere malen uitgenodigd op Buckingham Palace. Bij een van die bezoeken verzocht hij de muzikaal geschoolde koningin Victoria haar favoriete lied te zingen. Zij koos “Italie” en hij moest bekennen dat dit lied niet door hem maar door zijn zuster Fanny geschreven was. Dit voorval is tekenend voor de gekortwiekte muzikale loopbaan van zijn zuster. Zij schreef het lied in 1824-25 maar omdat haar familie, inclusief haar broer, er op tegen waren dat zij als vrouw naar buiten zou treden kon zij haar composities niet, in tegenstelling tot haar broer, publiceren. De laatste bleek wel genegen liederen van haar hand op te nemen in een eigen uitgave. “Italie” is op deze wijze met nog twee andere liederen van haar in 1827 in Berlijn uitgegeven door Schlesingers Buch- und Musikhandlung. Een jaar voor haar dood in 1847 en mede door steun van haar echtgenoot Wilhelm Hensel (1794-1861) publiceerde zij pas in 1846 voor het eerst onder eigen naam haar Sechs Lieder, Opus 1.
Naast het lied “Italie” naar het gelijknamige gedicht van de Weense toneelschrijver Franz Grillparzer (1791-1872) in G-groot met als tempo aanduiding Allegretto, het derde lied uit de Zwölf Lieder van haar broer Felix, componeerde zij ook “Heimweh” in D-klein met tempo aanduiding Vivace ed agitato, het tweede lied uit de reeks naar een gedicht van Friederike Robert (1795-1832). Deze was een graag geziene gast in huize Mendelssohn, onder andere vurig bewonderd door de dichter Heine (1797-1856), huisvriend van de familie, van wie Fanny Mendelssohn eveneens meerder gedichten op muziek zette. Het twaalfde lied “Suleika” in E-groot met tempo aanduiding Allegretto kwam tot stand naar het vers “Westwind” van Marianne von Willemer (1784-1860) en werd anoniem gepubliceerd onder de titel “Suleika” in West-oestlicher Divan van Goethe, door de Cottaischen Buchhandlung, Stuttgard,1819, bl. 166-167 met enige tekstwijzigingen door Goethe. Het moet Fanny Hensel-Mendelssohn aangesproken hebben dat haar sexegenote von Willemer een decennium eerder eigen werk, in dit geval het vers “Suleika” eveneens slechts onder de naam van een gevestigde dichter kon publiceren.

## Liederen
| Das Heimweh Was ist's, das mir den Atem hemmet, Und selbst den Seufzer unterdrückt? Das stets in jeden Weg sich stemmet, Und Sinn und Geist mir so verrückt? Es ist das Heimweh! O Schmerzenslaut! O Schmerzenslaut,wie klingst im Innern mir vertraut! Was ist's, das mir den Willen raubet, Zu jeder Tat mich mutlos macht? Das mir die Flur, so grün belaubet, Verwandelt in Gefängnissnacht? Es ist das Heimweh! O Jammerton! O Jammerton, wie lange tönst im Herzen schon! Was ist's, das mich erstarrt und brennet, Und jede Freud' und Lust vergällt? Giebt es kein Wort, das dieses nennet, Giebt es kein Wort in dieser Welt? Es ist das Heimweh! O herbes Weh! O herbes Weh! Die Heimat, ach! ich nimmer seh'. Friederike Robert (1795 - 1832)                                                                      | Het Heimwee Wat is 't, dat mij de adem beneemt, En zelfs het zuchten onderdrukt? Dat steeds mij alle uitzicht ontneemt, En hart en ziel diepgaand bedrukt? Ik spreek van heimwee! O onverflauwd! O onverflauwd, jij pijn hoe ben je mij vertrouwd. Wat is 't dat steeds mijn willen verlamt, Voor elke taak mis ik de kracht? En dat mijn vrijheid blijkt verdampt, Veranderd in gevangenisnacht? Ik spreek van heimwee ! O treurige zang! O treurige zang, wat klink je in 't hart al lang! Wat is 't, dat ik verstar en verbrand, Dat elk plezier en zin vergalt? Is er geen woord voor deze toestand, Is er geen woord dat je ontvalt? Ik spreek van heimwee! O zeurend zeer! O zeurend zeer! Mijn land,ik zie je nimmer meer!                                                               |
| Italie Schöner und schöner Schmückt sich der Plan, Schmeichelnde Lüfte Wehen mich an; Fort aus der Prosa Lasten und Müh' Flieg' ich zum Lande Der Poesie. Goldner die Sonne, Blauer die Luft, Grüner die Grüne, Würz'ger der Duft! Dort an dem Maishalm, Schwellend von Saft, Sträubt sich der Aloe Störrische Kraft! Ölbaum, Cypresse, Blond du, du braun, Nickt ihr wie zierliche Grüßende Fraun? Was glänzt im Laube, Funkelnd wie Gold? Ha, Pomeranze, Birgst du dich hold? Trotz'ger Poseidon! Wärest du dieß, Der drunten scherzt und Murmelt so süß? Und dieß, halb Wiese halb Äther zu schaun, Es wär' des Meeres Furchtbares Graun? Hier will ich wohnen! Göttliche du, Bringst du, Parthenope, Wogen zur Ruh? Nun denn versuch' es, Eden der Lust, Ebne die Wogen Auch dieser Brust! Franz (Seraphicus) Grillparzer | Italië Mooier en mooier Tooit zich het plan, Strelende winden Trekken mij aan; Weg uit het proza Vrij van manie, IJl ik naar landschap Vol poëzie; Feller het zonlicht, Blauwer de lucht, Groener de velden, Vaak al verzucht! Ginds om de maishalm Zwellend van sap, Windt zich de aloë Dwingend en rap! Olijf en cypres, Eén blond, één bruin, Groeten je sierlijk, Neigend wat schuin? Wat glanst in ’t lover, Fonkelend als goud? Ha, pomeransen, Schuil je in ’t hout? Trotse Poseidon, Was jij het wellicht, Beneden schertsend, Murmelend licht? En dit, half weide Half lucht van aanzien, Was dit de gram der Zeegod misschien? Hier wil ik wonen! Godin der zee, Stel jij, Parthenope, Golven tevree. Nu dan, probeer het, Eden van lust, Breng ook mijn kloppend Hart weer tot rust! |
| Suleika Ach, um deine feuchten Schwingen, West, wie sehr ich dich beneide: Denn du kannst ihm Kunde bringen Was ich in der Trennung leide! Die Bewegung deiner Flügel Weckt im Busen stilles Sehnen; Blumen, Augen, Wald und Hügel Stehn bei deinem Hauch in Thränen. Doch dein mildes sanftes Wehen Kühlt die wunden Augenlieder; Ach, für Leid müßt' ich vergehen, Hofft' ich nicht zu sehn ihn wieder. Eile denn zu meinem Lieben, Spreche sanft zu seinem Herzen; Doch vermeid' ihn zu betrüben Und verbirg ihm meine Schmerzen. Sag ihm, aber sag's bescheiden: Seine Liebe sey mein Leben, Freudiges Gefühl von beiden Wird mir seine Nähe geben. Marianne von Willemer | Suleika Weet, hoe ik jou westenwinden Met je regen moet benijden: Want jij kunt hem altijd vinden, Hem melden wat ik moet lijden. De beweging van jouw vleugels Doet mijn afgunst juist niet tanen; Bloemen, beemden, bos en heuvels Staan bij jouw gezucht in tranen. Maar jouw milde zachte waaien Koelt de brand in mijn oogleden; Eens zal ik hem welkom zwaaien, Want mijn smart wordt ooit verleden. Wil je naar mijn liefje spoeden, Laat zijn hart zich zeer verblijden, Laat hem echter niet vermoeden Hoe ik zonder hem moet lijden. Zeg hem, maar zeg het bescheiden: Zijn beminnen is mijn leven, Vreugde en geluk voor beiden Zal mij zijn gezelschap geven. Vertaling August Agasi, 2022                                                                                          |